# Gilette
Gilette [ʒilɛt] (okzitanisch Gileta, italienisch Giletta) ist ein Dorf und eine Gemeinde mit 1.617 Einwohnern (Stand 1. Januar 2022) im französischen Département Alpes-Maritimes in der Region Provence-Alpes-Côte d’Azur. Die Gemeinde gehört zum Arrondissement Nice, zum Kanton Vence und zur Métropole Nice Côte d’Azur.

## Lage
Gilette liegt im Regionalen Naturpark Préalpes d’Azur. Nachbargemeinde sind Bonson im Nordosten, La Roquette-sur-Var und Saint-Martin-du-Var im Osten, Le Broc im Süden, Bouyon im Südwesten, Les Ferres und Toudon im Westen sowie Tourette-du-Château im Norden.

## Bevölkerungsentwicklung
- 1962: 0506
- 1968: 0521
- 1975: 0504
- 1982: 0618
- 1990: 1024
- 1999: 1254
- 2016: 1566

ab 1968: nur Einwohner mit Erstwohnsitz

## Sehenswürdigkeiten
Siehe: Liste der Monuments historiques in Gilette